# Mark Delaney (piragüista)
Mark Delaney (Cambridge, 13 de julio de 1964) es un deportista británico que compitió en piragüismo en la modalidad de eslalon. Ganó dos medallas en el Campeonato Mundial de Piragüismo en Eslalon, plata en 1993 y bronce en 1991, y una medalla de bronce en el Campeonato Europeo de Piragüismo en Eslalon de 1998.

## Palmarés internacional
| Campeonato Mundial | Campeonato Mundial                   | Campeonato Mundial | Campeonato Mundial |
| Año                | Lugar                                | Medalla            | Competición        |
| ------------------ | ------------------------------------ | ------------------ | ------------------ |
| 1991               | Tacen (Yugoslavia)                   | Medalla de bronce  | C1 por equipos     |
| 1993               | Mezzana (Italia)                     | Medalla de plata   | C1 por equipos     |
| Campeonato Europeo |                                      |                    |                    |
| Año                | Lugar                                | Medalla            | Competición        |
| 1998               | Roudnice nad Labem (República Checa) | Medalla de bronce  | C1 por equipos     |